# دورا دال
دورا دال (فرانسوی: Dora Doll‎؛ ‏ ۱۹ مهٔ ۱۹۲۲ – ۱۵ نوامبر ۲۰۱۵) بازیگر اهل فرانسه بود. وی بین سال‌های ۱۹۵۰ تا ۱۹۶۴ میلادی فعالیت می‌کرد.
از فیلم‌ها یا برنامه‌های تلویزیونی که وی در آنها نقش داشته‌است می‌توان به بهترین امید زنانه، کاترین و شرکا، آن شب در وارن، کن‌کن فرانسوی، منون، جولیا، دوزخ، شیرهای جوان، سیاه و سفید رنگی، درود بر مریم، هر شماره‌ای می‌تواند برنده باشد، زنان زندانی بند ۹، ملکه باشگاه تابارن و ناپلئون اشاره کرد.